# Multiplex B
Multiplex B byl jedním z dočasných multiplexů DVB-T v České republice. Byl provozován společností Czech Digital Group. Kromě vysílání televizních stanic s řádnou licencí (v současnosti pouze TV Prima) umožnila RRTV (Rada pro rozhlasové a televizní vysílání) vysílat převzaté pořady do doby než obsadí místo v multiplexu B televize s řádnou licencí.
- Poslední televizní stanice vysílané před přechodem na definitivní multiplexy:
  - TV Prima – plnoformátová televize (vysílala v Praze, Brně, Ostravě a Plzni)
  - Óčko – hudební televize (vysílá v Praze, Brně, Ostravě a Plzni)
  - Z1 – zpravodajská televize (vysílala v Praze, Brně, Ostravě a Plzni)
  - Public TV – informační televize (v Praze, Brně, Ostravě a Plzni)
  - TV Noe – křesťanská televize (pouze v Praze)
- Rozhlasové stanice vysílané před přechodem na definitivní multiplexy:
  - Proglas

Multiplex B vysílal v Praze a okolí na 46. kanále z vysílačů Strahov, Ládví a Zelený Pruh, od 15. 5. 2008 v Brně na 59. kanále z vysílače Brno – Hády a od 1. 6. 2008 bylo vysílání zachytitelné v Ostravě a okolí na 54. kanále z vysílače Hošťálkovice a též z Plzně na 52. kanále z vysílače Košutka.

31. října 2008 došlo k přeuspořádání programů a přejmenování multiplexů. Multiplex B dostal označení multiplex 3 a zůstaly v něm programy Z1, Public TV, Óčko a rádio Proglas.
Informace o vysílání po 31. říjnu 2008 se nachází v článku o multiplexu 3.

## Historie dočasného multiplexu B
Společnost CDG zahájila experimentální vysílání v Praze 31. 8. 2000

### Dříve vysílané televizní stanice
- ČT4 Sport (17. 7. 2008 – 31. 8. 2008) – pouze v Plzni zejména kvůli LOH 2008
- Galaxie Sport (1. 12. 2007 – 31. 12. 2008) – test kódovaného vysílání
- HDTV Nova 1080i MPEG4 (18. 10. 2007 – 6. 1. 2008) – test vysílání ve vysokém rozlišení a MPEG4
- 24cz (1. 1. 2006 – 3. 10. 2007)
- Top TV (26. 9. 2005 – 3. 10. 2007)
- TA3 (30. 3. 2006 – 5. 1. 2007)
- ČT1, ČT2 a Nova (do ledna 2006)